# Maurizio Pagani
Maurizio Pagani (Milano, 27 gennaio 1936 – Novara, 7 febbraio 2014) è stato un politico italiano, esponente di spicco del Partito Socialista Democratico Italiano.

## Biografia
Laureato in Ingegneria idraulica al Politecnico di Milano, libero professionista, a cavallo tra gli anni settanta e gli anni ottanta è stato vicesindaco e assessore ai lavori pubblici di Novara, diventando poi sindaco di una giunta comunale di sinistra.
Senatore dal 1983, fu senatore socialdemocratico anche nel 1987 e quindi deputato nel 1992.
È stato Ministro delle poste e delle telecomunicazioni dal 28 giugno 1992 all'11 maggio 1994 nei governi Amato I e Ciampi.
L'11 maggio 1994 viene insignito d'iniziativa del Presidente della Repubblica del titolo di Cavaliere di Gran Croce al Merito della Repubblica Italiana.
Alle elezioni amministrative del 1999, dopo cinque anni di disimpegno politico e dedicati alla libera professione di ingegnere, si candida alla presidenza della Provincia di Novara come indipendente sostenuto dalla coalizione di centro-destra Polo formata da Forza Italia, Alleanza Nazionale, Centro Cristiano Democratico e Partito Socialista, ottenendo il 45,8% dei voti e accedendo al ballottaggio con il candidato de L'Ulivo, nonché presidente uscente Paolo Cattaneo (37,6%). Al ballottaggio del 27 giugno Pagani viene eletto con il 53,5% dei voti contro il 46,5% di Cattaneo.
Nel 2001 aderisce a Forza Italia di Silvio Berlusconi, con cui alle amministrative del 2004 si candida alla Provincia di Novara per un secondo mandato, sostenuto da una coalizione di centro-destra formata da Forza Italia, Alleanza Nazionale, Unione dei Democratici Cristiani e di Centro e "Lista Ecologica", ottenendo il 39,9% dei voti e accedendo al ballottaggio con il candidato del centro-sinistra l'ex senatore Sergio Vedovato (42,29%). Al ballottaggio Pagani viene sconfitto con il 46,84% dei voti contro il 53,16% di Vedovato. Viene comunque eletto consigliere provinciale in quanto candidato presidente.
Alle 2:30 del 7 febbraio 2014 muore nel reparto di Unità coronariche dell'ospedale di Novara, all'età di 78 anni, a seguito di un infarto per cui qualche giorno prima era stato ricoverato dopo un attacco cardiaco. Il funerale si è svolto il giorno successivo alle 14:00 nella basilica di San Gaudenzio e le sue ceneri riposano nel famedio civico di Novara per decisione della giunta comunale adottata su proposta unanime del consiglio comunale.

## Ruoli politici ricoperti in carriera
- Dal 1979 al 1981 ha ricoperto la carica di sindaco di Novara.
- Dal 28 giugno 1992 al 22 aprile  1993 è stato Ministro delle poste e delle telecomunicazioni del Governo Amato I e dal 28 aprile 1993 al 16 aprile 1994 nel Governo Ciampi.
- Dal 13 giugno 1999 al 27 giugno 2004 è stato presidente della provincia di Novara.